# ماسانوري آبي
ماسانوري آبي مواليد 25 ديسمبر 1991 في طوكيو، اليابان، هو لاعب كرة قدم ياباني. يلعب كمدافع، لصالح فريق إف سي غيفو.

## روابط خارجية
- ماسانوري آبي على موقع رابطة كرة القدم اليابانية للمحترفين (اليابانية)
- ماسانوري آبي على موقع قاعدة بيانات كرة القدم.إي يو (الإنجليزية)
- ماسانوري آبي على موقع Soccerway.com (الإنجليزية)
- ماسانوري آبي على موقع عالم كرة القدم.نت (الإنجليزية)